# Edward Darżynkiewicz
Edward Darżynkiewicz (zm. 21 lutego 2024) – polski biofizyk, specjalista biologii molekularnej, w tym informacyjnych kwasów rybonukleinowych (mRNA), prof. dr hab.

## Życiorys
W 1965 r. ukończył II Liceum Ogólnokształcące im. Adama Mickiewicza w Skarżysku-Kamiennej, po czym do 1970  r. studiował na Wydziale Chemii Uniwersytetu Warszawskiego. Zainteresowany zagadnieniami z pogranicza chemii, biologii i fizyki, obronił pracę magisterską w Zakładzie Biofizyki Instytutu Fizyki Doświadczalnej Wydziału Fizyki Uniwersytetu Warszawskiego pod kierunkiem prof. Davida Shugara, który był także promotorem jego rozprawy doktorskiej, którą obronił w 1976 r. Od początku kariery zawodowej był pracownikiem naukowym Uniwersytetu Warszawskiego jako asystent stażysta (1970–1971) i doktorant (1971–1975) na Wydziale Chemii, a następnie jako starszy asystent (1975–1976), adiunkt (1976–2001) i profesor nadzwyczajny w Zakładzie Biofizyki Instytutu Fizyki Doświadczalnej.
W 1978 r. wyjechał na staż podoktorski do Roche Institute of Molecular Biology w Nutley, gdzie Aaron Shatkin dokonał odkrycia struktury czapeczki na końcu 5′ mRNA reowirusa. Darżynkiewicz rozpoczął badania tegoż kapu i kontynuował je po powrocie w 1980 r. do Polski, przeprowadzając jego chemiczne modyfikacje na potrzeby dalszych badań biologicznych i biofizycznych. Rozpoczęte przez niego badania doprowadziły do odkrycia sposobu zwiększenia trwałości mRNA, a opracowaną technologię skomercjalizowano poprzez podpisaną w 2010 r. umowę licencyjna z firmą farmaceutyczną BioNTech AG. Za związane z tymi patentami badania Darżynkiewicz oraz prof. Jacek Jemielity i dr hab. Joanna Kowalska otrzymali w 2018 r. nominację do nagrody European Inventor Award. Ponadto w latach 1984-1988 czterokrotnie wyjeżdżał na staże do laboratorium prof. Stanleya Tahary na Uniwersytecie Południowej Kalifornii w Los Angeles.
Był także twórcą i kierownikiem Laboratorium Biologii Molekularnej i Biofizyki w Centrum Nowych Technologii Uniwersytetu Warszawskiego. Był współautorem 1924 publikacji, cytowanych ponad 7 tysięcy razy (marzec 2024). Wyróżniony medalem im. Leona Marchlewskiego za wybitne osiągnięcia w zakresie biologii molekularnej.
Zmarł  21 lutego 2024 r.